# Endothenia affiliana
Endothenia affiliana är en fjärilsart som beskrevs av Mcdunnough 1942. Endothenia affiliana ingår i släktet Endothenia och familjen vecklare. Inga underarter finns listade i Catalogue of Life.